# Kotak Mutual Fund
Kotak Mutual Fund (Kotak MF) ist ein indischer Finanzdienstleister mit Sitz in Mumbai, Indien. Das Unternehmen ist eine Tochtergesellschaft der Kotak Mahindra Bank und wurde im Jahr 1998 gegründet. Der Geschäftsbereich ist auf Indien beschränkt. Das Unternehmen ist in der Vermögensverwaltung tätig und liegt in der Reihenfolge der größten Vermögensverwalter Indiens mit 487 Mrd. INR (Stand März 2025) an fünfter Stelle.

## Geschichte
Im Jahre 1985 gründete Uday Kotak Kotak Mahindra Finance Ltd., ein Nichtbanken-Finanzunternehmen, aus dem später Kotaks Bank- und Vermögensverwaltungsgeschäfte hervorgingen. Kotak Mahindra stieg im Dezember 1998 in das Investmentfondsgeschäft ein, als Kotak Mahindra Asset Management Company ihren ersten Investmentfonds auflegte. Die ersten Fonds waren zwei Staatsanleihenfonds – Kotak Gilt Long Term Fund und Kotak Gilt Short Term Fund. Mit diesen Fonds war Kotak eine der ersten privaten Vermögensverwaltungsgesellschaften in Indien, die spezielle Investmentfonds mit Fokus auf Staatsanleihen anbot. 
Innerhalb von fünf Jahren nach der Gründung wuchs das von Kotak MF verwaltete Vermögen bis März 2003 auf rund 3 Mrd. Rupien an, die sich auf etwa 93.000 Anlegerportfolios verteilten. Im Februar 2003 erhielt auch die Muttergesellschaft Kotak Mahindra Finance eine Banklizenz und wurde zur Kotak Mahindra Bank.
Das verwaltete Vermögen von Kotak Mutual Fund erreichte im März 2013 rund 29 Mrd. Rupien bei einer Anlegerzahl von über 2,2 Millionen Portfolios. Zu diesem Zeitpunkt war Kotak MF gemessen am verwalteten Vermögen die neuntgrößte Vermögensverwaltungsgesellschaft in Indien.
Im Dezember 2020 legte Kotak Mutual Fund den Kotak International REIT Fund of Funds auf, Indiens ersten auf internationale Immobilien (REIT) ausgerichteten Dachfonds. Dieses Produkt ermöglichte inländischen Anlegern den Zugang zu globalen Immobilienfonds. Im Jahr 2025 verwaltete Kotak MF 100 Investmentfonds.